# Jang-čou
Jang-čou (čínsky pchin-jinem Yángzhōu, znaky 扬州) je městská prefektura v Čínské lidové republice, kde patří k provincii Ťiang-su.
Celá prefektura má 6 626 čtverečních kilometrů a v roce 2020 v ní žilo čtyři a půl milionu obyvatel, z toho přes dva miliony v urbanizovaném centru.

## Poloha
Jang-čou leží na severním břehu řeky Jang-c’-ťiang v provincii Ťiang-su. Hraničí na jihozápadě s Nankingem, hlavním městem provincie, na severu s Chuaj-anem, na severovýchodě s Jen-čchengem, na východě s Tchaj-čou a na jihu (přes Jang-c’) s Čen-ťiangem.
Nedaleko Jang-čou se setkává Jang-c’ s Velkým kanálem.
Na severním okraji města je nádraží železniční tratě Nanking – Čchi-tung.

## Administrativní členění
Městská prefektura Jang-čou se člení na šest celků okresní úrovně, a sice tři městské obvody, dva městské okresy a jeden okres.
| jezero · Kao-jou Kuang-ling Chan-ťiang Ťiang-tu městský okres · I-čeng městský okres · Kao-jou okres · Pao-jing |        |                       |                    |                                  |
| Název | Název  | Počet obyvatel (2020) | Rozloha km² (2020) | Hustota zalidnění (obyv. na km²) |
| český přepis | znaky  | Počet obyvatel (2020) | Rozloha km² (2020) | Hustota zalidnění (obyv. na km²) |
| Městské obvody                                                                                                  |        |                       |                    |                                  |
| Kuang-ling | 广陵区 | 608 660               | 342                | 1 779                            |
| Chan-ťiang | 邗江区 | 1 100 198             | 670                | 1 642                            |
| Ťiang-tu | 江都区 | 926 577               | 1 335              | 694                              |
| Městské okresy                                                                                                  |        |                       |                    |                                  |
| I-čeng | 仪征市 | 532 571               | 856                | 623                              |
| Kao-jou | 高邮市 | 709 572               | 1 963              | 362                              |
| Okres |        |                       |                    |                                  |
| Pao-jing | 宝应县 | 682 219               | 1 460              | 467                              |
| |        |                       |                    |                                  |
| Celkem | Celkem | 4 559 797             | 6 626              | 688                              |

## Partnerská města
- Kent, USA
- Malakka, Filipíny
- Neubrandenburg, Německo (1999)
- Porirua, Filipíny
- Westport, USA